# 埃塞蒂讷叙罗勒
埃塞蒂讷叙罗勒（法語：Essertines-sur-Rolle，法語發音：[esɛʁtin syʁ ʁɔl] ⓘ，意为“罗勒上方的埃塞蒂讷”）是瑞士联邦西部法语区的沃州下设的一个市镇。在行政上属于尼永区管辖。埃塞蒂讷叙罗勒的总面积为6.95平方公里。截至2010年底，总人口为670。